# Mazuca haemagrapha
Mazuca haemagrapha là một loài bướm đêm trong họ Noctuidae.